# Nouzilly
Nouzilly ist eine französische Gemeinde mit 1.236 Einwohnern (Stand: 1. Januar 2022) im Département Indre-et-Loire in der Region Centre-Val de Loire; sie gehört zum Arrondissement Loches und zum Kanton Château-Renault. Die Einwohner werden Nouzillais genannt.

## Geographie
Nouzilly liegt etwa 14 Kilometer nordnordöstlich von Tours. Hier entspringt die Choisille. Umgeben wird Nouzilly von den Nachbargemeinden Saint-Laurent-en-Gâtines im Norden und Nordosten, Crotelles im Osten, Monnaie im Osten und Südosten, Chanceaux-sur-Choisille im Süden, Rouziers-de-Touraine im Westen sowie Beaumont-la-Ronce im Westen und Nordwesten.

## Bevölkerungsentwicklung
| Jahr                      | 1962 | 1968 | 1975 | 1982 | 1990 | 1999 | 2006 | 2017 |
| Einwohner                 | 687  | 669  | 666  | 739  | 1086 | 1104 | 1198 | 1250 |
| Quelle: Cassini und INSEE |      |      |      |      |      |      |      |      |

## Sehenswürdigkeiten

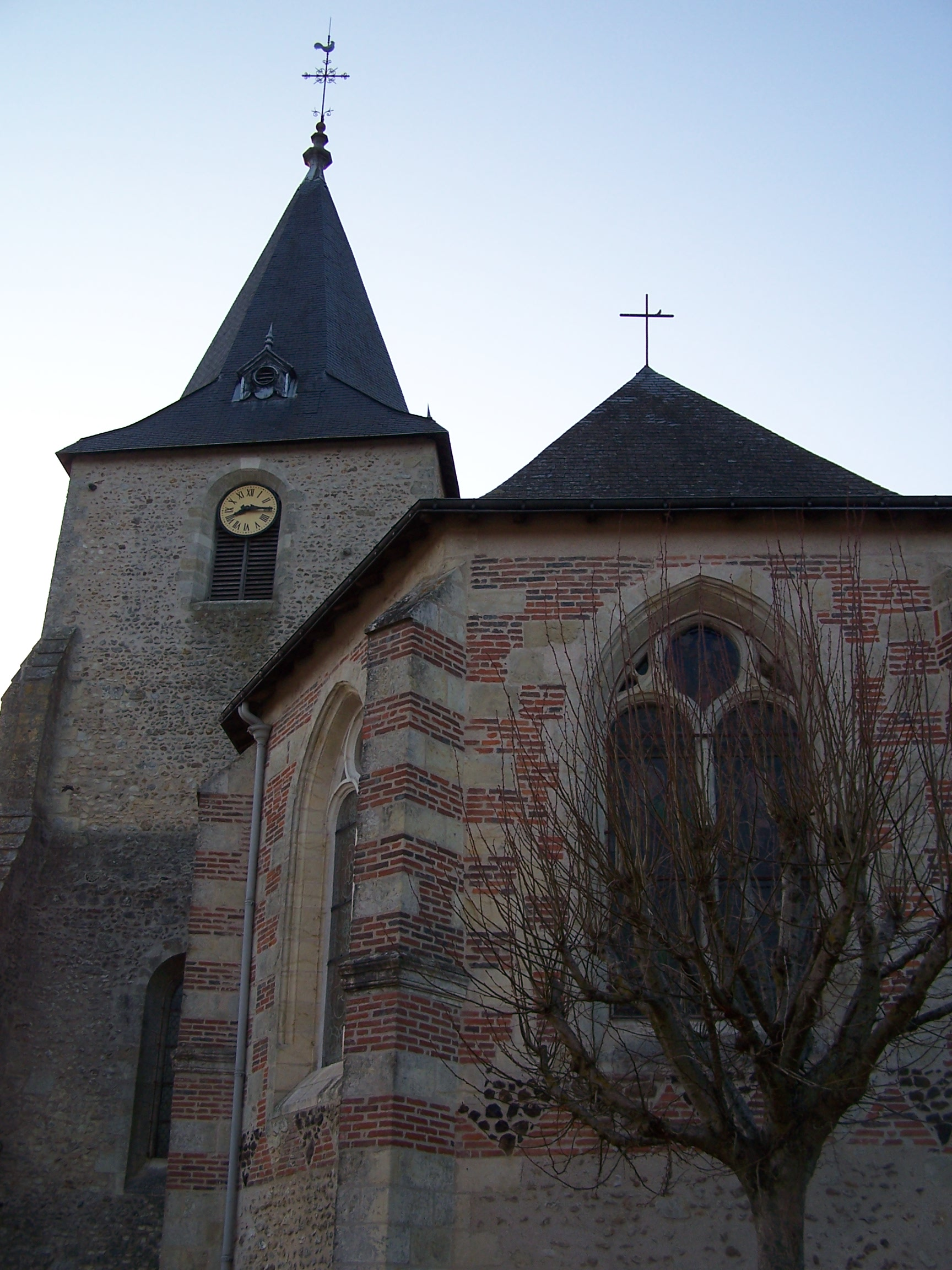
Kirche Saint-André

- Kirche Saint-André aus dem 16. Jahrhundert, 1865 restauriert
- Schloss L'Orfrasière, Anfang des 20. Jahrhunderts erbaut
- Schloss La Roche d'Ambille aus dem 19. Jahrhundert
- Schloss Charantais aus dem 19. Jahrhundert
- Herrenhaus von La Simonnière aus dem 17. Jahrhundert
- Herrenhaus von La Harlandière aus dem 19. Jahrhundert
- Herrenhaus von Gué-Chapelle aus dem 19. Jahrhundert
- Alte Wassermühle
- Haus La Sirottière aus dem 19. Jahrhundert
- Menhir Pierre à Vinaigre